# マルクス・アウレリウス・コッタ (紀元前74年の執政官)
マルクス・アウレリウス・コッタ（ラテン語: Marcus Aurelius Cotta、 生没年不明）は紀元前1世紀初期の共和政ローマの政治家・軍人。紀元前74年に執政官（コンスル）を務めた。

## 出自
コッタはプレブス（平民）であるアウレリウス氏族である。氏族最初の執政官はガイウス・アウレリウス・コッタで、紀元前252年のことであった。そのためいわゆるノビレス（新貴族）であるが、紀元前1世紀中頃にはセルウィリウス氏族やカエキリウス・メテッルス家と並ぶ有力プレブス氏族となっていた。
カピトリヌスのファスティによれば、コッタの父のプラエノーメン（第一名、個人名）はマルクスで祖父は不明である。父マルクスに関しては、名前以外は不明である。コッタの母は紀元前105年の執政官プブリウス・ルティリウス・ルフスの妹であった。ルフスはノウス・ホモ（父祖に高位官職者を持たない新人）であるが、ローマの最有力な一族であるカエキリウス・メテッルス家に近かった。
コッタには2人の兄弟がいた。ガイウスは紀元前74年に、ルキウスは紀元前65年に執政官を務めている。また姉または妹がいて、彼女がガイウス・ユリウス・カエサルの母アウレリアという説がある）。しかし、コッタ兄弟と何らかの関係があったという事実を除けば、アウレリアの出自は不明である（一般には紀元前119年の執政官ルキウス・アウレリウス・コッタの娘とされることが多い）。スエトニウスは、アウレリアをコッタ兄弟の「近縁者」（propinquus）としていることから、歴史学者E. ベディアンは兄弟説を否定している。

## 経歴
コッタが歴史に登場するのは、早ければ紀元前80年のことである。プルタルコスは、ヒスパニアで反乱を起こしていたマリウス派の将軍クィントゥス・セルトリウスが、メッラリア海戦でコッタに勝利したとしている。このコッタは本記事のマルクス、あるいは弟のガイウスの可能性があるが、経歴等から考えてガイウスである可能性が高いとする説もある
何れにせよ、コッタは遅くとも紀元前77年には法務官に就任したはずである。当時のコルネリウス法が法務官から執政官までの最短間隔を3年としているためだ。
紀元前74年、コッタはルキウス・リキニウス・ルクッルスとともに執政官に就任した。その年の初め、元老院は、当時ヒスパニアでセルトリウスと戦争中であったグナエウス・ポンペイウスから書簡を受け取った。この書簡の中でポンペイウスは金銭を要求し、もし要求が受け入れられない場合はイタリアに軍隊を連れて帰ると脅していた。ポンペイウスがローマに戻ると、始まったばかりの第三次ミトリダテス戦争の指揮権を要求する可能性があったので、コッタとルクッルスは彼が必要とするすべてのものを彼に提供しようとした。
ポントス王ミトリダテス6世との戦争には、結局両執政官共に出征することとなった。ルクッルスは陸軍を指揮し、コッタは元老院に「熱烈な懇願を行い」海軍を指揮してビテュニア沿岸を防衛することとなった。コッタはルクッルスより早く戦場に到着した。栄誉を独り占めするために、コッタは同僚の到着を待たず、カルケドンを攻撃した。しかし、ローマ軍は約70隻の船と4000人の歩兵を失って完敗し、その後、コッタはカルケドンで逆に包囲されてしまった（カルケドンの戦い (紀元前74年)）。プルタルコスによると、ルクッルスの兵士たちは、「コッタがその無謀さで、大損害を被っただけでなく、彼らにとっても邪魔者になったことに腹を立てて」、包囲された者を運命に任せてポントス王国の奥深くに侵攻するようルクッルスに促したが、彼は耳を貸さず、コッタを助けるために動いた（キュジコス包囲戦）。その結果、ミトリダテスはキュジコスなどから撤退しなければならなかった。
翌紀元前73年、コッタはプロコンスル（前執政官）権限でインペリウム（軍事指揮権）を維持し、ビテュニアに留まった。コッタはレガトゥス（副司令官）のウァウコニウスと共に、ミトリダテスがいたニコメディアを包囲した。しかし、コッタはカルケドンの敗北の恥を償うことはできなかった。包囲は完璧ではなく、ミトリダテスはニコメディアから脱出した。ポントスにも戻る途中で、ミトリダテスはヘラクレア・ポンティカに守備兵を送った。その後ルクッルスは小アジアの奥深くに侵攻し、コッタはヘラクレアを包囲した。最初の攻撃は失敗に終わり、ローマ軍は持久戦に戦術を変更した。海からの包囲が完全となったのは、ガイウス・ウァレリウス・トリアリウスがコッタに合流した紀元前71年のことであった。紀元前70年の春になると、ヘラクレアの状況は絶望的なものとなり、ヘラクレアの守備隊はトリアリウスの兵に城門を開いた。街の略奪が既に始まっていたることを知ったコッタの兵たちは、略奪の競争相手となったトリアリウスの兵たちを攻撃する寸前までいった。二人の指揮官は同士討ちを防ぐのに苦労した。コッタはトリアリウスに、陥落前夜に街から脱出した一部のヘラクレアの守備隊を追撃するよう命じ、コッタ自身はヘラクレアを略奪して焼き尽くした。
この勝利を得たコッタは、自身の隷下の軍をルクッルスに合流させ、自身は海路ローマに戻った。途中嵐に遭遇し、戦利品の多くを失ってしまったが、それでもコッタがビテュニアからの戦利品で豊かになったことが知られている。コッタは部下のクァエストル（財務官）プブリウス・オッピウスを収賄を理由に解雇したが、ローマに戻ると彼自身が戦利品横領罪でガイウス・パピリウス・カルボに告訴された。その結果、コッタは元老院の議席を失った。

## 子孫
コッタには息子がおり、父の仇を討つために成人するとすぐにカルボを裁判にかけ、有罪判決を得ている。

## 参考資料

### 古代の資料
- ウァレリウス・マクシムス『有名言行録』
- カピトリヌスのファスティ
- カッシウス・ディオ『ローマ史』
- プルタルコス『対比列伝』
- ガイウス・スエトニウス・トランクィッルス『皇帝伝』
- マルクス・トゥッリウス・キケロ『弁論家について』
- マルクス・トゥッリウス・キケロ『アッティクス宛書簡集』

### 研究書
- Klebs E. Aurelia // Paulys Realencyclopädie der classischen Altertumswissenschaft . - 1896. - Bd. II, 2. - Kol. 2543.
- Klebs E. Aurelius 107 // Paulys Realencyclopädie der classischen Altertumswissenschaft . - 1896. - Bd. II, 2. - Kol. 2487-2489.
- Broughton R. Magistrates of the Roman Republic. - New York, 1951. - Vol. I.
- Broughton R. Magistrates of the Roman Republic. - New York, 1952. - Vol. II. - P. 558.
- Ernst Badian (1957). “Caepio and Norbanus: Notes on the Decade 100-90 B.C.”. Historia (Franz Steiner Verlag) 6 (3):  318-346. JSTOR 4434533.
  - Bedian E. Zepion and Norban (Notes on the Decade of 100-90 BC) // Studia Historica. - 2010. - number X . - S. 162-207 .
- Кeaveney A. Who were the Sullani? // Klio. - 1984 .-- T. 66 . - S. 114-150 .
- Philip O. Spann (1987). “C., L. or M. Cotta and the "Unspeakable" Fufidius: A Note on Sulla's Res Publica Restituta”. The Classical Journal (CAMWS) 82 (4):  306-309. JSTOR 3297999.
- Molev E. Ruler of Pontus. - Nizhny Novgorod: NNSU Publishing House, 1995 .-- 144 p. - ISBN 5-288-03867-8 .
- Zarshchikov A. Family connections of Caesar and his early political career // New Age: through the eyes of the young. - 2003. - Issue. 1 . - S. 5-12 .